# Primula drummondiana
Primula drummondiana är en viveväxtart som beskrevs av William Grant Craib. Primula drummondiana ingår i släktet vivor, och familjen viveväxter. Inga underarter finns listade i Catalogue of Life.